# 塔謝耶沃區
57°12′32″N 94°53′29″E / 57.20889°N 94.89139°E
塔謝耶沃區（俄语：Тасеевский район），是俄羅斯的一個區，位於該國中部，由克拉斯諾亞爾斯克邊疆區負責管轄，始建於1924年4月4日，面積9,923平方公里，2010年人口13,255，人口密度每平方公里1.34人。